# Кокер, Зина
Зи́на Ко́кер (англ. Zina Kocher; 5 декабря 1982, Ред-Дир, Альберта) — канадская биатлонистка.

## Карьера
Начинала в лыжных гонках. В биатлон перешла в 1998 году. Представляла клуб Rocky Mountain Racers.
С 2002 года выступала на этапах Кубка мира, дебютировала на четвёртом этапе сезона 2001/02 в Оберхофе. В 2003 году набрала первые очки, заняв 26-е место в индивидуальной гонке в Осрбли, а в следующей гонке этого же этапа, спринте, впервые попала в топ-10, заняв десятое место.
В первой же гонке сезона 2006/2007 заняла третье место, что является самым большим успехом Кокер. Она стала второй канадской спортсменкой, после Мириам Бедар, которая взошла на пьедестал на этапе Кубка мира. Сама Зина связывает свои неплохие показатели того сезона со сменой тренера.
Из-за болезни (мононуклеоз) была вынуждена пропустить половину сезона 2007/2008 и выступать начала только с шестого этапа в Антхольце.
Принимала участие в трёх Олимпийских играх (2006, 2010, 2014) и одиннадцати чемпионатах мира. На крупных турнирах не поднималась выше 18-го места в личных видах.
Признавалась лучшей биатлонисткой Канады в 2002, 2004 и 2006 годах. Неоднократно становилась чемпионкой Канады, так в 2011 году выигрывала золотые медали в индивидуальной гонке, спринте, гонке преследования и смешанной эстафете.
По окончании сезона 2015/16 объявила о завершении карьеры.
В сезоне 2017/18 бежала несколько гонок на кубке мира в лыжных гонках.

## Кубок мира
- 2003—2004 — 47-е место (40 очков)
- 2004—2005 — 51-е место (42 очка)
- 2005—2006 — 36-е место (126 очков)
- 2006—2007 — 26-е место (234 очка)
- 2008—2009 — 41-е место (158 очков)
- 2009—2010 — 31-е место (315 очков)
- 2010—2011 — 77-е место (24 очка)
- 2011—2012 — 19-е место (407 очков)
- 2012—2013 — 48-е место (98 очков)
- 2013—2014 — 44-е место (150 очков)
- 2015—2016 — 87-е место (14 очков)

| Эстерсунд | Эстерсунд | Эстерсунд | Хохфильцен | Хохфильцен | Хохфильцен | Хохфильцен2 | Хохфильцен2 | Хохфильцен2 | Оберхоф | Оберхоф | Оберхоф | Рупольдинг | Рупольдинг | Рупольдинг | Поклюка | Поклюка | Поклюка | ЧМ Антерсельва | ЧМ Антерсельва | ЧМ Антерсельва | ЧМ Антерсельва | ЧМ Антерсельва | ЧМ Антерсельва | Лахти | Лахти | Лахти | Холменколлен | Холменколлен | Холменколлен | Ханты-Мансийск | Ханты-Мансийск | Ханты-Мансийск |
| Инд       | Спр       | Пр        | Спр        | Пр         | Эст        | Инд         | Спр         | Эст         | Эст     | Спр     | Пр      | Эст        | Спр        | МС         | Спр     | Пр      | МС      | Спр            | Пр             | Инд            | См             | МС             | Эст            | Инд   | Спр   | Пр    | Спр          | Пр           | МС           | Спр            | Пр             | МС             |
| 3         | 30        | 44        | 6          | 14         | —          | 50          | 34          | —           | 11      | 65      | —       | 14         | 8          | 16         | 13      | 17      | 10      | 33             | 18             | 29             | 14             | —              | 14             | 38    | 62    | —     | 25           | 36           | 20           | 49             | н/с            | 30             |

В таблице отражены места, занятые спортсменом на гонках биатлонного сезона.
Инд — индивидуальная гонка

Пр — гонка преследования

Спр — спринт

МС — масс-старт

Эст — эстафета

См — смешанная эстафета

н/с — спортсмен был заявлен, но не стартовал

н/ф — спортсмен стартовал, но не финишировал

круг — спортсмен по ходу гонки (для гонок преследования и масс-стартов) отстал от лидера более чем на круг и был снят с трассы

— − спортсмен не участвовал в этой гонке